# Łzawnik estoński
Łzawnik estoński (Guepiniopsis estonica (Raitv.) M. Dueñas) – gatunek grzybów z rodziny łzawnikowatych (Dacrymycetaceae).

## Systematyka i nazewnictwo
Pozycja w klasyfikacji według Index Fungorum: Guepiniopsis, Dacrymycetaceae, Dacrymycetales, Incertae sedis, Dacrymycetes, Agaricomycotina, Basidiomycota, Fungi.
Po raz pierwszy opisał go w 1962 r. Ain Raitviir, nadając mu nazwę Dacrymyces estonicus. M. Dueñas w 2005 r. przeniósł go do rodzaju Guepiniopsis Polską nazwę nadał Władysław Wojewoda w 1976 r. Jest niespójna z aktualną nazwą naukową.

## Morfologia
Owocniki
O wysokości 1–4 mm, nieregularnie poduszkowate, bardzo rzadko łączące się z innymi owocnikami, osadzone na krótkim trzonie. Świeże mają kolor od żółtego do pomarańczowego, po wysuszeniu przybierają barwę pomarańczowobrązową. Powierzchnia szorstka i błyszcząca. Grzyby tremelloidalne o miąższu galaretowatym, żółtym do żółtopomarańczowego i niewyraźnym zapachu i smaku.
Cechy mikroskopowe
Zarodniki 18–26 × 8–12 µm, szerokoeliptyczne, gładkie, przezroczyste, po osiągnięciu dojrzałości z 7–10 poprzecznymi przegrodami.

## Występowanie i siedlisko
Znane są jego stanowiska tylko w niektórych krajach Europy. W Polsce podano wiele stanowisk, jednak na Czerwonej liście roślin i grzybów Polski ma status V – gatunek zagrożony wymarciem, który w najbliższym czasie, jeśli nadal będą działać czynniki zagrożenia, przesunie się do kategorii wymierających.
Grzyb nadrzewny, saprotrof. Występuje w lasach iglastych i mieszanych na opadłych na ziemię gałęziach i gałązkach świerka pospolitego i innych drzew iglastych. W Polsce owocniki pojawiają się od października do stycznia.